# Zyginidia alexandrina
Zyginidia alexandrina är en insektsart som först beskrevs av Rauno E. Linnavuori 1964.  Zyginidia alexandrina ingår i släktet Zyginidia och familjen dvärgstritar.
Artens utbredningsområde är Egypten. Inga underarter finns listade i Catalogue of Life.